# 1672 год в науке

## События
- Январь: Исаак Ньютон был избран членом Королевского общества.
- Февраль: Ньютон опубликовал в «Philosophical Transactions» подробное описание своих классических опытов с призмами и свою теорию цвета.
- Немецкий физик, инженер и философ Отто фон Герике опубликовал свой трактат «Новые, так называемые магдебургские опыты о пустом пространстве», содержавший описание его исследований атмосферного давления и электричества.

## Открытия
- Кассини открыл спутник Сатурна — Рея
- Впервые измерена скорость света, это произошло так: Кассини заметил, что предсказанные им моменты затмений спутника Юпитера Ио постоянно отклонялись от наблюдаемых в пределах 22 минут. Причину этого объяснил его коллега по Парижской обсерватории Олаф Рёмер: наибольшие отклонения происходили тогда, когда Земля и Юпитер находились по разные стороны Солнца, поэтому Рёмер предположил, что скорость света конечна, и диаметр земной орбиты свет проходит за 22 минуты, откуда он получил первую оценку скорости света: около 220 000 км/с (что близко к современным данным: ≈ 299 792 км/с.).
- Отто фон Герике впервые наблюдал электролюминесценцию, он обнаружил, что заряженный электричеством от электростатического генератора шар из серы потрескивает и светится в темноте. Кроме того, в этом году им было обнаружено явление электрического отталкивания и выявить существование электричества «двух видов».
- Джон Флемстид измерил солнечный параллакс путём длительных наблюдений Марса.

## Скончались
Дежнёв, Семён Иванович — выдающийся русский мореход, землепроходец, путешественник, исследователь Северной и Восточной Сибири. (ок. 1605 — конец 1672 или начало 1673)